# Megupsilon
Megupsilon é um género de peixe da família Cyprinodontidae.
Este género contém as seguintes espécies:
- Megupsilon aporus